# Aleksiej Szytikow
Aleksiej Pawłowicz Szitikow (ros. Алексе́й Па́влович Ши́тиков, ur. 1 marca?/14 marca 1912 we wsi Gorka w guberni kostromskiej, zm. 2 sierpnia 1993 w Moskwie) – radziecki polityk, członek KC KPZR (1961-1986).

## Życiorys
W 1931 ukończył technikum rolnicze, a 1936 Gorkowski Instytut Rolniczy, w latach 1936-1939 starszy zootechnik rejonowego oddziału rolniczego w kraju/obwodzie gorkowskim (obecnie obwód niżnonowogrodzki), 1939 I sekretarz rejonowego komitetu Komsomołu w obwodzie gorkowskim. Od 1939 w WKP(b), 1939-1941 słuchacz Wyższej Szkoły Partyjnej przy KC WKP(b), 1941 studiował w Akademii Wojskowo-Politycznej Armii Czerwonej, 1941-1945 politruk w Armii Czerwonej, 1945-1948 kierownik sektora i zastępca kierownika Wydziału Chabarowskiego Krajowego Komitetu WKP(b). 1948-1950 sekretarz Kamczackiego Komitetu Obwodowego WKP(b), 1950-1952 kierownik Wydziału Organów Partyjnych, Związkowych i Komsomolskich Chabarowskiego Krajowego Komitetu WKP(b). Od sierpnia 1952 do 1955 I sekretarz Komitetu Obwodowego WKP(b)/KPZR Żydowskiego Obwodu Autonomicznego, później ponownie sekretarz i II sekretarz, a od 22 lutego 1957 do 23 lipca 1970 I sekretarz Chabarowskiego Krajowego Komitetu KPZR. Od 31 października 1961 do 25 lutego 1986 członek KC KPZR, od 14 lipca 1970 do 11 kwietnia 1984 przewodniczący Rady Związku Rady Najwyższej ZSRR, od 1970 przewodniczący Grupy Parlamentarnej ZSRR, od 1971 przewodniczący Radzieckiego Komitetu OBWE. Deputowany do Rady Najwyższej ZSRR od 4 do 11 kadencji. Pochowany na Cmentarzu Kuncewskim w Moskwie.

## Odznaczenia
- Order Lenina (trzykrotnie)
- Order Rewolucji Październikowej
- Order Czerwonego Sztandaru Pracy
- Order Wojny Ojczyźnianej I klasy
- Order Czerwonej Gwiazdy
- Order „Znak Honoru”